# Muzeul Național al Muntenegrului
Muzeul Național al Muntenegrului (în muntenegreană Народни музеј Црне Горе, transliterat: Narodni muzej Crne Gore) este un muzeu fondat în anul 1926, situat în centrul istoric al orașului Cetinje.
Este o instituție complexă, compusă din mai multe unități: muzeul istoric, Muzeul Regelui Nikola, Muzeul lui Petar II Petrovic Njegoš, locul nașterii lui Njegoš, mausoleul lui Njegoš de pe Lovćen, Relieful Muntenegrului, mausoleul episcopului Danilo și multe altele. Muzeele în sine sunt situate în fortificații care sunt monumente culturale și istorice de o importanță imensă. Sediul administrativ este situat în clădirea Guvernului, care a fost construită în 1910. Acest sediu adăpostește expozițiile permanente ale muzeului istoric și de artă.

## Istorie
Pe parcursul anului 1836 s-a format un spațiu special în care au fost expuse arme-trofeu, steaguri și obiecte bisericești. 52 de ani mai târziu (1890), muzeul a fost mutat în clădirea Laboratorului, iar la scurt timp după aceea, a fost adoptată legea Bibliotecii și Muzeului Domnesc din Muntenegru, iar în clădirea Casei Zeta a fost înființat un muzeu.
Muzeul a fost în sfârșit înființat formal în anul 1926. Documentație mai precisă a fost păstrată în muzeu din 1976. Expoziția permanentă a fost înființată în 1989. Numele a fost schimbat în cel curent în anul 1992.
Un număr mare de obiecte valoroase au fost furate din secțiile muzeului în diferite moduri în cursul secolului al XX-lea. Această problemă a fost investigată de o comisie condusă de Jovan Markuš și a obținut un succes parțial. Potrivit unor surse, peste 3.000 de articole au fost furate.